# Ртищево
Рти́щево (рос. Рти́щево) — місто (з 1920) у Росії, адміністративний центр Ртищевського району Саратовської області.
Розташовано на заході Приволзької височини, за 214 км на захід від Саратова.

## Історія

### Село Ртищево

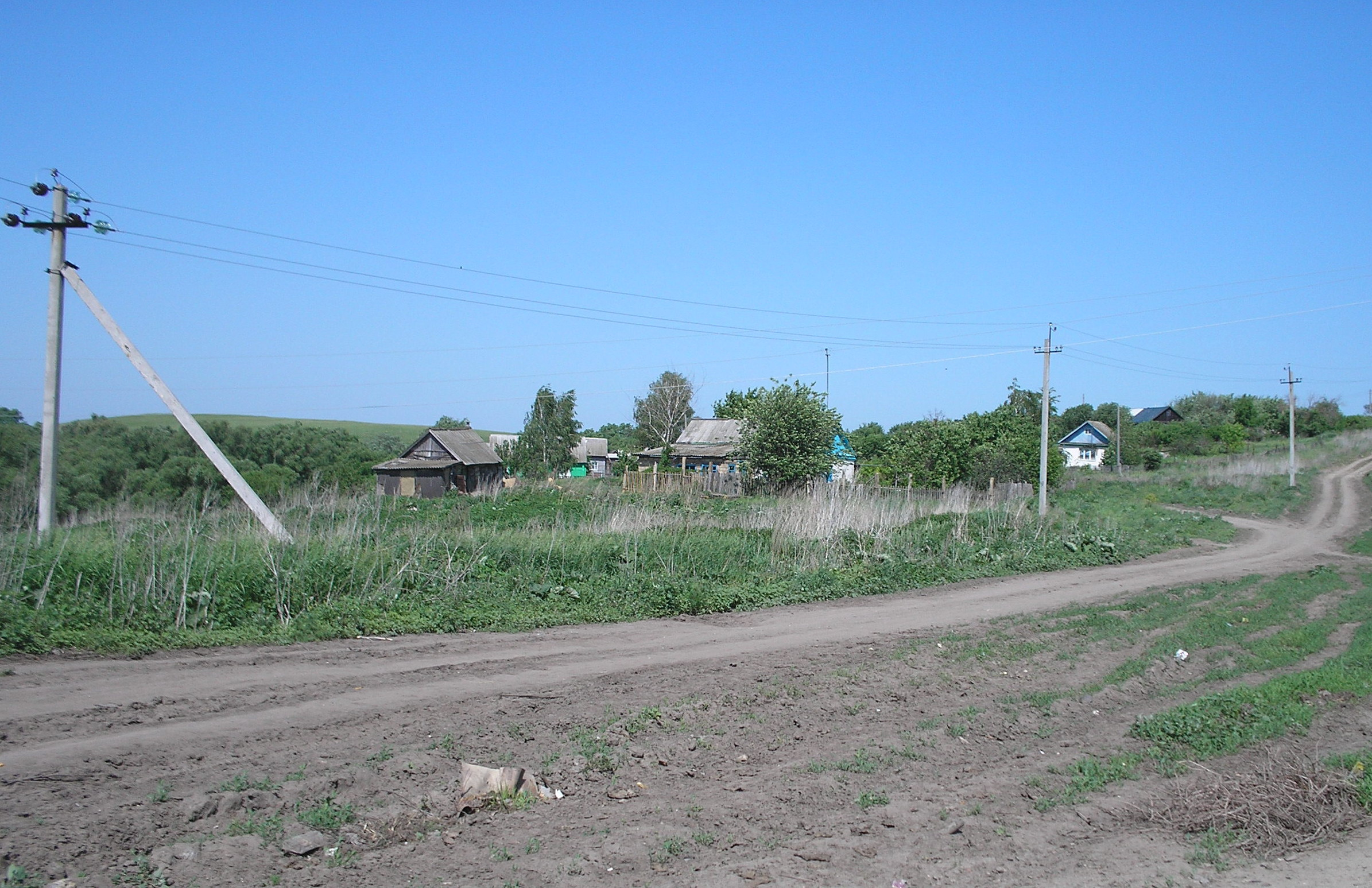
На цьому місці розташовувалася Покровська церква села Ртищево

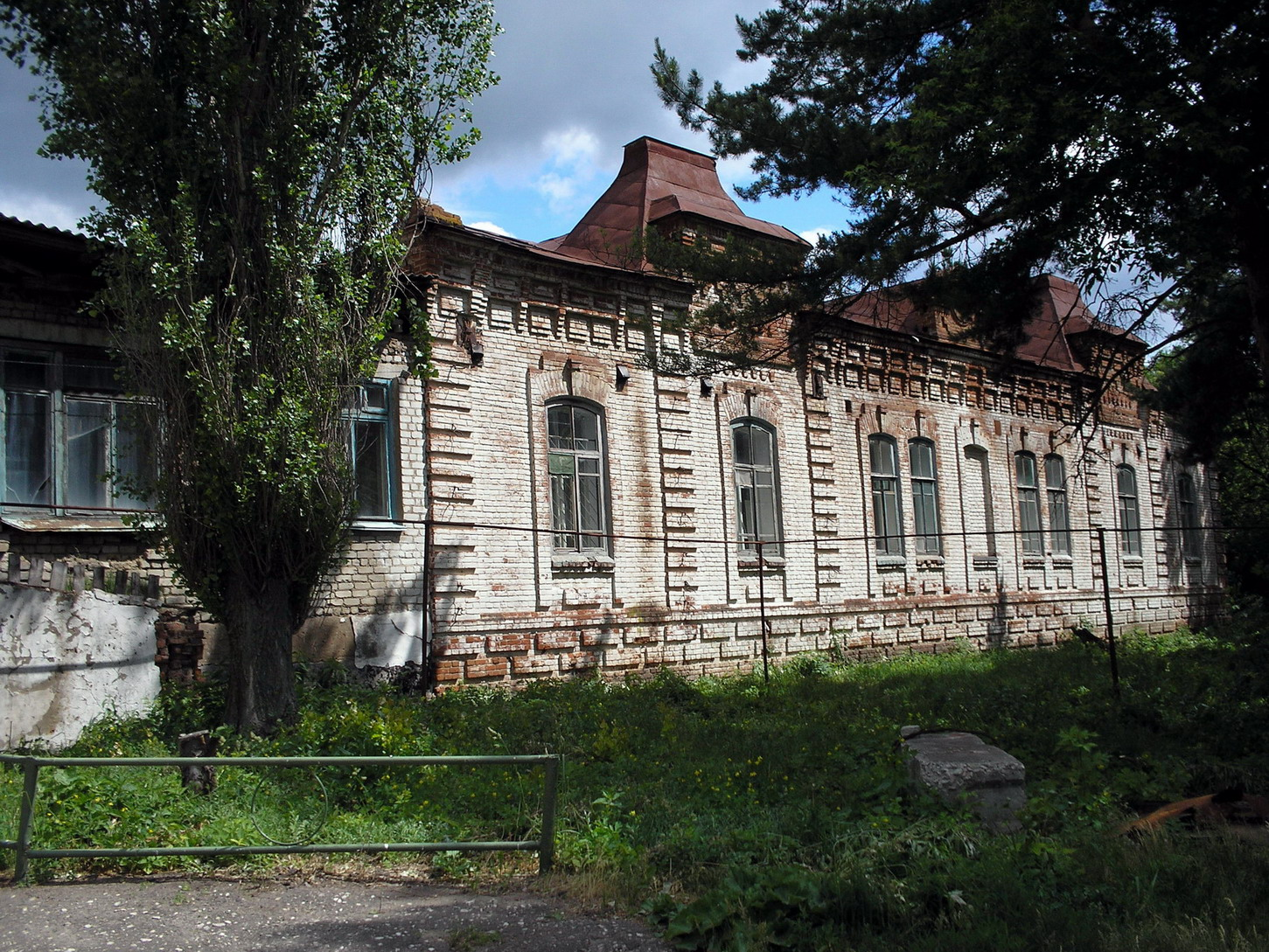
Дільнична лікарня села Ртищевоо
(нині інфекційне відділення
Ртищевської ЦРЛ)

Село Ртищево виникло наприкінці XVI — початку XVII століть і належить до найдавніших російських поселень Прихопер'я. Вже в 1666 року у селі значився церковний прихід. Першими жителями його були переселенці з Перемишльської землі, Руського воєводства Королівства Польського. Село мало розміри півтори версти завдовжки  й триста сажнів завширшки. До 1723 року воно називалося Покровським — від назви церкви.
В 1723 року по указу Петра I на території майбутніх Балашовського й Сердобського повітів були відведені землі й угіддя учасникам Північної війни. У їхньому числі був майор, що вирізнився в боях В. М. Ртищев, що одержав у помісне володіння село Покровське й землі по ріці Ольшанці площею близько 4000 десятин. В 1727 року Ртищеви перевезли сюди кріпаків з інших своїх маловрожайних маєтків. З цього часу в села з'явилася друга назва: Ртищево — на прізвище поміщика. У 1971 році село Ртищево увійшло до складу міста.

### Пристанційне селище Ртищево
В 1868 року комітетом земської Тамбово-Саратовської залізниці під будівництво станції другого класу були відчужені польові наділи селян села Ртищево Сердобського повіту. В 1871 року станція Ртищево була здана в експлуатацію.
Водночас при станції, на орендованих землях селян першого й другого Ртищевских товариств села, виникло однойменне селище. Фактично, село й селище були єдиним адміністративним утворенням: дозвіл на оренду й поселення в селищі, так звані «вироки» видавав сільський схід і підписував сільський староста. Такий стан речей зберігався аж до 1917 року, коли була утворена Ртищевська волость, із центром у селищі Ртищево, тобто селище стало самостійною адміністративною одиницею. У 1920 році селищу Ртищево було привласнено статус міста.

## Населення
| 1875 | 886    | 1923 | 10,800 | 1940 | 30,000 | 1970 | 37,100 | 1996 | 45,100 | 2005 | 43,600 |
| 1897 | ~3,000 | 1926 | 11,400 | 1942 | 28,203 | 1979 | 41,100 | 2000 | 45,000 | 2006 | 43,448 |
| 1912 | ~6,000 | 1936 | 23,100 | 1959 | 32,700 | 1989 | 44,339 | 2001 | 44,800 | 2007 | 43,300 |
| 1917 | 8,600  | 1939 | 24,800 | 1967 | 35,800 | 1992 | 44,300 | 2003 | 44,200 |      |        |

## Промисловість
Ртищево — великий залізничний вузол на перетині ліній Саратов — Тамбов і Пенза — Поворино.
| Роки / з           | по             | Назва                         |
| ------------------ | -------------- | ----------------------------- |
| 14 (27) січня 1871 | 1 січня 1891   | Тамбово-Саратовська залізниця |
| 1 січня 1891       | 11 січня 1892  | Козлово-Саратовська залізниця |
| 11 січня 1892      | лютий 1939     | Рязано-Уральська залізниця    |
| лютого 1939        | квітень 1942   | Пензенська залізниця          |
| квітня 1942        | 1 березня 1958 | Південно-східна залізниця     |
| 1 березня 1958     | вересень 1985  | Приволзька залізниця          |
| вересня 1985       |                | Південно-східна залізниця     |

На підприємствах залізничного транспорту зайняте майже три чверті населення міста.
У місті також є м'ясокомбінат, завод «Аргон» і фабрика гігроскопічної вати.

## Визначні пам'ятки
Залізничний вокзал, будинки паровозного депо — зразки архітектури XIX століття.
Міський культурний центр (раніше Палац культури залізничників імені В. І. Леніна) — 1935 року будування.
Серед пам'ятників потрібно також відзначити Олександро-Невську церкву зі своєрідною архітектурою.

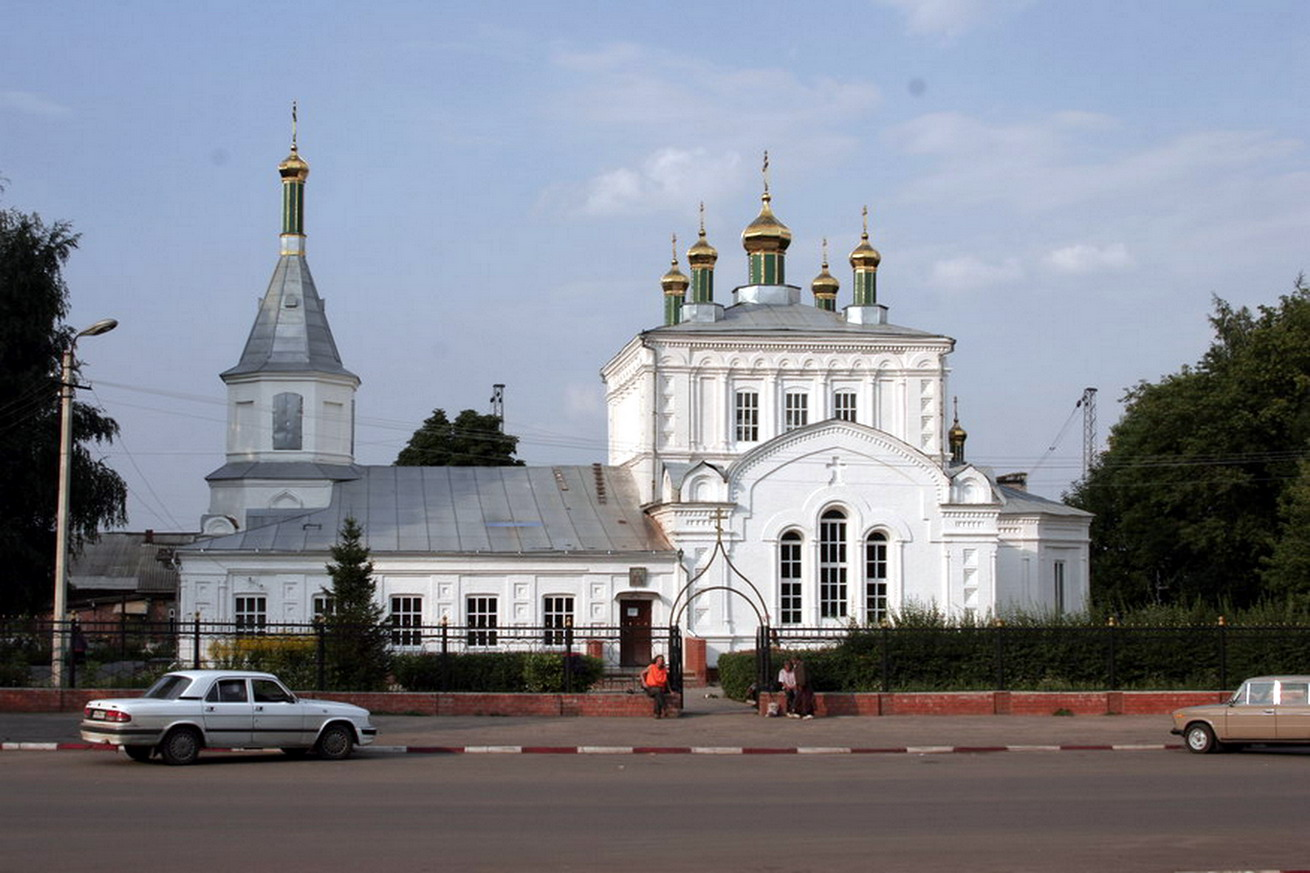
Олександро-Невська церква

Однопрестольна, в ім'я святого Благовірного Великого князя Олександра Невського, спочатку дерев'яна, церква була побудована на станції Ртищево Рязано-Уральської залізниці в 1889 року на пожертви залізничних службовців і приватних осіб. Побудована вона була на згадку чудесного рятування Найяснішої родини (17 (29) жовтня 1888 року на станції Боркі, під Харковом, відбулася катастрофа імператорського поїзда, у якому знаходився Олександр III зі своєю родиною. Ніхто з імператорського сімейства серйозно не постраждав). В 1911 року на засоби Товариства Рязано-Уральської залізниці, замість дерев'яної, побудували кам'яну церкву, розраховану на 780 осіб. У дерев'яному будинку розмістилася церковнопарафіяльна школа.
В 1924 року церкву закрили. У її будинку спочатку розташовувався робочий клуб імені В. І. Леніна (до 1935 року), потім аероклуб і райрада Осоавіахіма. У вересні 1940 року будинок був переданий у тимчасове користування райкому й райвиконкому під гараж, у березні 1941 року — під майстерні Ртищевського райпромкомбінату, потім під етапну комендатуру.
В 1944 року будинок церкви було повернуто вірянам. 1 липня 1944 року у місті Ртищево знову відкрилася православна церква.

## Відомі люди
- Болоболін Сергій Петрович